# Etobema ragonoti
Etobema ragonoti är en fjärilsart som beskrevs av Paul Mabille 1880. Etobema ragonoti ingår i släktet Etobema och familjen tofsspinnare. Inga underarter finns listade i Catalogue of Life.